# 沃爾科維斯克區

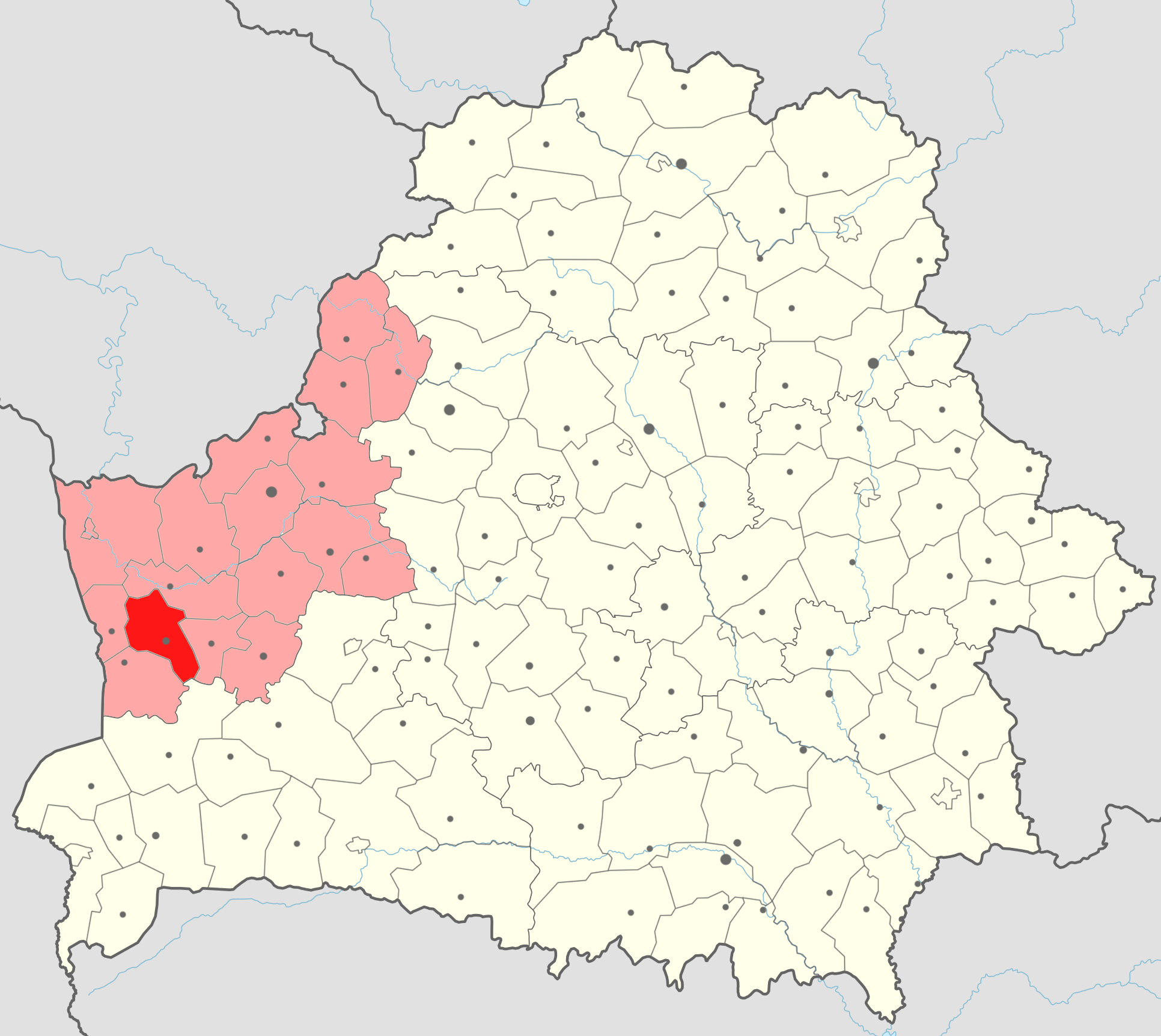
沃尔科维斯克区在白俄罗斯的位置

沃尔科维斯克区的区徽

沃爾科維斯克區（羅馬化：Volkovysskiy rayon）是白俄羅斯的一個區，位於該國西北部，屬於格羅德諾州的一部分，面積1,192.85平方公里，2009年人口75,329，人口密度每平方公里63.1人。行政中心为沃爾科維斯克。而воўк在白俄罗斯语中为“狼”的意思，因此该区的区徽是一匹白狼。

## 历史
1940年1月15日设区。1940年至1944年间属別洛斯托克州，1944年9月20日改属格罗德诺区。1998年8月1日，该区和沃尔科维斯克市合并为同一行政单位。

## 人口
根据2009年统计，该区人口主要由四个民族组成，其中63.35%为白俄罗斯族，24.96%为波兰人，8.71%为俄罗斯人，1.38%为乌克兰人。